# Неджад Фазлія
Неджад Фазлія (босн. Nedžad Fazlija; нар. 25 лютого 1968) — боснійський спортсмен, стрілець з гвинтівки. Учасник п'яти Олімпіад.

## Спортивна кар'єра
У 1994 році на чемпіонаті світу в Мілані у змаганнях зі стрільби з гвинтівки в положенні лежачи Неджад зайняв 12 місце, яке стало найвищим досягненням спортсмена на чемпіонатах світу.

## Участь в Олімпіадах

### Атланта 1996
На Олімпійських іграх Фазлія вперше виступив на іграх 1996 року в Атланті. Найкращим результатом стало 18 місце в стрільбі з гвинтівки з трьох позицій.
| Спортсмен     | Дисципліна                      | Кваліфікація | Кваліфікація | Фінал      | Фінал      |
| Спортсмен     | Дисципліна                      | Бали         | Місце        | Бали       | Місце      |
| ------------- | ------------------------------- | ------------ | ------------ | ---------- | ---------- |
| Неджад Фазлія | пневматична гвинтівка, 10 м     | 586          | 25           | Не пройшов | Не пройшов |
| Неджад Фазлія | гвинтівка, позиція лежачи, 50 м | 583          | 51           | Не пройшов | Не пройшов |
| Неджад Фазлія | гвинтівка з трьох позицій, 50 м | 1163         | 18           | Не пройшов | Не пройшов |

### Сідней 2000
На Олімпійських іграх в Сіднеї Неджад Фазлія створив невелику сенсацію, зумівши пройти в фінал змагань в стрільбі з пневматичної гвинтівки з 10 метрів . Займаючи після кваліфікації 8 місце, боснійський спортсмен у фіналі показав четвертий результат і піднявся в підсумковій таблиці на 6 місце. Ще в двох дисциплінах Фазлія не зміг потрапити навіть до тридцятки найсильніших.
| Спортсмен     | Дисципліна                      | Кваліфікація | Кваліфікація | Фінал      | Фінал      |
| Спортсмен     | Дисципліна                      | Бали         | Місце        | Бали       | Місце      |
| ------------- | ------------------------------- | ------------ | ------------ | ---------- | ---------- |
| Неджад Фазлія | гвинтівка, 10 м                 | 591          | 8 Q          | 692.7      | 6          |
| Неджад Фазлія | гвинтівка, позиція лежачи, 50 м | 590          | 34           | Не пройшов | Не пройшов |
| Неджад Фазлія | гвинтівка з трьох позицій, 50 м | 1132         | 41           | Не пройшов | Не пройшов |

### Афіни 2004
У 2004 році на Олімпійських іграх в грецьких Афінах Фазлія був прапороносцем збірної Боснії та Герцеговини на церемонії відкриття ігор. У стрілецької програмі ігор Неджад знову взяв участь в трьох дисциплінах. Але, повторити досягнення минулих ігор йому не вдалося. Найкращим результатом стало 33 місце в стрільбі з трьох положень.
| Спортсмен     | Дисципліна                      | Кваліфікація | Кваліфікація | Фінал      | Фінал      |
| Спортсмен     | Дисципліна                      | Бали         | Місце        | Бали       | Місце      |
| ------------- | ------------------------------- | ------------ | ------------ | ---------- | ---------- |
| Неджад Фазлія | пневматична гвинтівка, 10 м     | 587          | =35          | Не пройшов | Не пройшов |
| Неджад Фазлія | гвинтівка, лежачи, 50 м         | 585          | 44           | Не пройшов | Не пройшов |
| Неджад Фазлія | гвинтівка з трьох позицій, 50 м | 1144         | =33          | Не пройшов | Не пройшов |

### Пекін 2008
У 2008 році на Олімпійських іграх в Пекіні Фазлія знову брав участь у трьох змаганнях, а найкращим результатом стало 35-е місце в стрільбі з пневматичної гвинтівки з 10 метрів.
| Спортсмен     | Дисципліна                      | Кваліфікація | Кваліфікація | Фінал      | Фінал      |
| Спортсмен     | Дисципліна                      | Бали         | Місце        | Бали       | Місце      |
| ------------- | ------------------------------- | ------------ | ------------ | ---------- | ---------- |
| Неджад Фазлія | пневматична гвинтівка, 10 м     | 588          | 35           | Не пройшов | Не пройшов |
| Неджад Фазлія | гвинтівка, лежачи, 50 м         | 586          | 45           | Не пройшов | Не пройшов |
| Неджад Фазлія | гвинтівка з трьох позицій, 50 м | 1148         | 43           | Не пройшов | Не пройшов |

### Лондон 2012
| Спортсмен     | Дисципліна                       | Кваліфікація | Кваліфікація | Фінал      | Фінал      |
| Спортсмен     | Дисципліна                       | Бали         | Місце        | Бали       | Місце      |
| ------------- | -------------------------------- | ------------ | ------------ | ---------- | ---------- |
| Неджад Фазлія | пневматична гвинтівка, 10 м      | 585          | 44           | Не пройшов | Не пройшов |
| Неджад Фазлія | гвинтівка, лежачи, 50 м          | 587          | 45           | Не пройшов | Не пройшов |
| Неджад Фазлія | гвинтівка з трьох положень, 50 м | 1149         | 38           | Не пройшов | Не пройшов |